# Шляпников, Михаил Сергеевич
Михаи́л Сергее́евич Шля́пников (23 сентября 1923, село Билярск, Алексеевского район, Автономная Татарская Социалистическая Советская республика, РСФСР — 30 ноября 2001, там же) — полный кавалер ордена Славы, младший лейтенант (с 1967 года).

## Биография
Окончил 7 классов школы. Работал в сельском хозяйстве комбайнером.
С апреля 1942 года в рядах РККА, а с июня 1942 года находился на фронте в действующей армии.
Проходил службу в частях 11-й гвардейской армии Третьего Белорусского фронта на должностях наводчика противотанкового ружья 79-го гвардейского стрелкового полка 26-я гвардейской стрелковой дивизии и разведчика-наблюдателя управления дивизиона 186-го гвардейского артиллерийского полка 84-й гвардейской стрелковой дивизии.
С 1945 года — член КПСС.
В феврале 1946 года демобилизован в звании гвардии старшины. Работал начальником участка Билярского кустового отделения связи.
В 1967 году присвоено воинское звание младшего лейтенанта в отставке.
Умер 30 ноября 2001 года. Похоронен в с. Билярск.

## Награды
- Полный кавалер ордена Славы
  - Орден Славы III степени (7 июля 1944 года) Орден вручён за действия 28 июня 1944 года при отражении вражеской контратаки в 16 км юго-западнее Толочина (Белорусская ССР)и подбитые им 2 танка противника.
  - Орден Славы III степени (13 марта 1945 года), пернеграждён орденом I степени (20 декабря 1951 года) Орден вручён за бой 31 января 1945 года близ населенного пункта Интервальде юго-западнее Кёнигсберга при прорыве обороны противника разведал огневые позиции вржеской батареи и на основании этих данных батарея была уничтожена. В том же бою, из личного оружия, уничтожил до 10 немецких солдат.
  - Орден Славы II степени (11 июня 1945 года). Орден вручён за бой 6 апреля 1945 года под Кёнигсбергом, в ходе которого он обнаружил и определил координаты 3 пулеметных точек и 2 орудий и сообщил об этом командованию, при этом, был ранен, но продолжал разведку вражеских огневых средств.
- Орден Отечественной войны I степени
- Орден Красной Звезды
- Медаль «За отвагу»
- другими медалями